# Vale (Santa Maria da Feira)
Vale is een plaats (freguesia) in de Portugese gemeente Santa Maria da Feira en telt 2 138 inwoners (2001).